# Inteligencia de localización
Inteligencia de localizaciones (también puede denominarse Inteligencia de ubicación): es el proceso de obtención de una visión significativa de las relaciones de datos geoespaciales para resolver un problema particular. Se trata de capas múltiples de datos espacialmente y / o cronológicamente, para facilitar su consulta en un mapa. Sus aplicaciones abarcan industrias, categorías y organizaciones. Es generalmente acordado que más del 80% de todos los datos tienen un elemento de localización y que la misma ubicación afecta directamente a los tipos de insights (percepciones) que probablemente se extraigan de muchos conjuntos de información. Los mapas se han utilizado para representar la información a lo largo de los siglos, pero lo que se puede hacer referencia como el primer ejemplo de la verdadera inteligencia de localizaciones fue en Londres en 1854, cuando John Snow, fue capaz de desacreditar teorías acerca de la propagación del cólera mediante la superposición de un mapa del área con la ubicación de las bombas de agua.  Fue capaz de reducir la fuente a una sola bomba de agua. Esta disposición de información a través de un mapa permitió identificar las relaciones, e insights (percepciones) como nunca antes. Este es el núcleo de la inteligencia de localización en la actualidad.
Desde un punto de vista de la "inteligencia", como concepto de estrategia es: un proceso sistemático de obtención y análisis de la información relacionada, directa o indirectamente con el entorno geográfico, con el objeto de producir conocimiento útil para la tomar decisiones, definir estrategias, planificarlas, desarrollarlas y ejecutarlas o llevarlas a cabo.
La implementación de la inteligencia de localizaciones mediante el análisis de datos (big data) usando un sistema de información geográfica dentro de los negocios se está convirtiendo en una estrategia crítica para el éxito en una economía global cada vez más competitiva. La Inteligencia de localizaciones hace uso de la tecnología SIG (Sistemas de Información Geográfica) que se conoce por su anglicismo GIS, las cuales están muy relacionadas pero debemos entender por separado. Esta permite a los expertos espaciales recopilar, almacenar, analizar y visualizar datos. Ubicación expertos en inteligencia se definen por su educación avanzada en la tecnología espacial y el uso de las metodologías aplicadas espaciales.
Expertos de inteligencia de ubicaciones utilizan gran variedad de herramientas de análisis espacial y de negocios para medir ubicaciones óptimas. Comienzan con la definición del ecosistema de negocios que tiene muchas influencias económicas interconectadas. Tales influencias incluyen aparte del clima económico a la cultura, estilo de vida, el trabajo, la salud, el costo de vida, el crimen y la educación.
Estas aplicaciones de mapeo pueden transformar grandes cantidades de datos en representaciones visuales con códigos de colores que hacen que sea fácil de ver las tendencias y generar inteligencia significativa. La creación de la inteligencia de localización está dirigida por el conocimiento del dominio, los marcos formales, y un enfoque de apoyo a en la toma de decisión.
Ubicación inteligencia también se utiliza para describir la integración de un componente geográfico en los procesos y herramientas de Business Intelligence, a menudo incorporando base de datos espaciales y las herramientas OLAP espaciales.
En 2012, el Dr. Wayne Gearey fue seleccionado para ofrecer el primer curso aplicado sobre Inteligencia de Localización de la Universidad de Texas en Dallas. En este supuesto, el Dr. Gearey define la inteligencia de localización como el proceso de selección de la ubicación óptima que va a apoyar el éxito del lugar de trabajo y hacer frente a una variedad de objetivos de negocio y financieros.
La definición de Geoblink dice así: La inteligencia de localizaciones es la capacidad para entender y optimizar una red física de puntos de venta en el proceso de toma de decisiones empresariales.
La definición que proporciona CARTO es la siguiente: La Inteligencia de Localización (LI) es una disciplina que convierte datos de localización en resultados de negocio a través del enriquecimiento, visualización y el análisis iterativo de datos. La Inteligencia de Localización está dando forma a los negocios del futuro añadiendo un contexto fundamental al proceso de toma de decisiones.
Pitney Bowes MapInfo Corporation describe la Inteligencia de Localizaciones de la siguiente manera: "La información espacial, conocida comúnmente como" Lugar ", se refiere a la participación. El espacio no está limitado a una ubicación geográfica, sin embargo los negocios más comunes utilizan información espacial cómo la información que está ligada a un lugar en la tierra. Miriam-Webster® define la inteligencia como "la capacidad de entender o aprender, o la capacidad de aplicar conocimiento a manejar el entorno" La combinación de estos términos alude a cómo lograr la comprensión de la dimensión espacial de la información y aplicarla a lograr una ventaja competitiva importante.
La definición de Esri es la siguiente: "Location Intelligence se define como la capacidad de organizar y comprender datos complejos a través del uso de las relaciones geográficas. Location Intelligence organiza negocios y geográficamente referenciada de datos para revelar la relación de localización de personas, eventos, transacciones, instalaciones,. y activos ".
Definiciones de Yankee Group dentro de su Libro Blanco "Location Intelligence en Banca Comercial" dice así: término de gestión empresarial que se refiere a la visualización de datos espaciales, contextualización y capacidades analíticas aplicadas para resolver un problema de negocio.

## Aplicaciones comerciales
Hoy en día, la Inteligencia de Localizaciones es utilizado por una amplia gama de industrias para mejorar los resultados generales de la empresa. Algunas de ellas son:
Comunicación & Telecomunicación
Servicios Financieros
Comercio
Transporte
Geo-marketing
Geo-crimen (geo-delito)
Geo-sanidad
Retail